# Firmina
Santa Firmina ou Fermina é uma santa católica romana italiana e virgem mártir. Ela é a padroeira de Civitavecchia, e a Catedral de Amélia é dedicada a ela.

## Lenda
Diz-se que ela viveu no século III e sofreu o martírio durante a perseguição de Diocleciano, mas todas as informações sobre ela vêm de uma vita escrita não antes do século VI. A tradição oral posterior complementou isso com detalhes às vezes conflitantes. 
A versão mais simples de sua lenda é que ela pertencia a uma família de alto status: seu pai Calpúrnio era prefeito da cidade de Roma (praefectus Urbis). Olimpiada, um alto funcionário, tentou seduzi-la, mas foi convertido por ela à fé cristã, pela qual foi martirizado. Ela então deixou sua família para se dedicar à oração em reclusão, perto da cidade de Amelia, na Úmbria, onde sofreu o martírio durante a perseguição de Diocleciano e foi enterrada. 
Outras versões afirmam que ela foi martirizada e enterrada em Civitavecchia. 
Muitos milagres são atribuídos a ela, um dos quais ocorreu durante uma passagem marítima para Centumcellae, a atual Civitavecchia, quando uma violenta tempestade repentina foi acalmada por sua intervenção milagrosa. Diz-se que Firmina viveu por um tempo em uma gruta perto do porto, sobre a qual mais tarde foi construído o Forte Michelangelo. 
Ela é freqüentemente associada a duas outras virgens mártires da Umbria, os santos Felicissima e Illuminata. Foi sugerido  que todos os três são cultos locais de um único santo, o mártir africano Firmina, comemorado no Martyrologium Hieronymianum em 9 e 10 de outubro. 

## Culto
O enterro de Firmina em Amelia é celebrado em 24 de novembro, mas seu enterro em Civitavecchia em 20 de dezembro. Seu emblema é a folhagem de palmeira. 

Em Civitavecchia, uma procissão em sua homenagem não é realizada em nenhuma das datas acima, mas em 28 de abril. Sua estátua é carregada até o porto e colocada a bordo de um navio que a leva até o local do antigo farol, enquanto os outros navios e barcos de pesca tocam suas buzinas em comemoração.